# Мехтиев, Рамиз Энвер оглы
Рами́з Энве́р (Анвер) оглы Мехти́ев (азерб. Ramiz Ənvər oğlu Mehdiyev; 17 апреля 1938) — азербайджанский политический деятель, Глава Администрации Президента Азербайджанской Республики (1995 — 2019), президент Ассоциации азербайджанской философии и социально-политической науки, действительный член НАНА, президент НАНА (2019—2022), иностранный член РАН (2022).

## Биография
Родился в городе Баку 17 апреля 1938 года.
После окончания в 1957 году Бакинской мореходной школы работал в Управлении «Каспнефтефлот» ВПО «Каспморнефтегазпром».
В 1961 году поступил на исторический факультет Азербайджанского государственного университета имени С. М. Кирова.
В 1965 году, будучи студентом V курса, выдвинут инструктором студенческого отдела ЦК ЛКСМ Азербайджана. В 1967-68 гг. работал вторым секретарем Нахичеванского обкома комсомола.
В 1968 году поступил в аспирантуру факультета философии МГУ имени М. В. Ломоносова. В мае 1972 года на заседании Ученого совета философского факультета Московского государственного университета защитил диссертацию на соискание ученой степени кандидата философских наук по теме «В. И. Ленин о взаимосвязи национализма и оппортунизма».
С 1972 года работал преподавателем, старшим преподавателем кафедры научного коммунизма Азербайджанского государственного университета.
В мае 1974 года был выдвинут в аппарат ЦК КП Азербайджана в качестве лектора отдела пропаганды и агитации. В июне 1976 года был утвержден заместителем заведующего отделом науки и учебных заведений ЦК КП Азербайджана. В октябре 1978 года избран первым секретарем РК Коммунистической партии Азербайджана имени 26 Бакинских комиссаров. В июне 1980 года утвержден заведующим отдела науки и учебных заведений, в январе 1981 года — заведующим отдела организационно-партийной работы ЦК КП Азербайджана.
В декабре 1982 года избран секретарем ЦК КП Азербайджана. В мае 1988 года в связи со сменой руководства республики на пленуме ЦК был освобожден от должности секретаря ЦК КП Азербайджана.
В июне 1988 года назначен заведующим отделом Института общественно-политических исследований и информации Академии наук Азербайджана.
В 1993 году защитил диссертацию на соискание ученой степени доктора философских наук по теме «Межнациональные отношения: теоретические и политические проблемы».
В феврале 1994 года Президентом Азербайджанской Республики Гейдаром Алиевым назначен заведующим отдела аппарата Президента, а в феврале 1995 года — руководителем Администрации Президента Азербайджанской Республики.
В 1980—1990 годах являлся депутатом Верховного Совета Азербайджана двух созывов. В 1995 году избран членом Милли меджлиса Азербайджанской Республики.
В апреле 2001 года избран членом Нью-Йоркской академии наук. В 2007 году избран действительным членом (академиком) Национальной академии наук Азербайджана.
В октябре 2019 года Рамиз Мехтиев был освобожден от должности руководителя Администрации президента Азербайджана.
23 октября 2019 года Президент Азербайджанской Республики Ильхам Алиев подписал распоряжение о награждении Рамиза Мехтиева орденом «Гейдар Алиев».
С 23 октября 2019 года по 14 февраля 2022 года являлся президентом НАНА.

## Научная деятельность
Автор 26 книг и более 250 научных статей по проблемам национальных и социально-политических отношений, развития современного азербайджанского государства и общества. Из них 7 книг и 81 статья опубликованы за рубежом.
Избранные труды:
- «Межнациональные отношения на исходе XX века» (Баку, 1995)[8];
- «Реалии геноцида азербайджанцев» (Баку, 2000, на англ., русс., азерб. языках,)[9];
- «Диалектика развития Азербайджана» (Баку, 2000);
- «Азербайджан: историческое наследие и философия независимости» (Баку, 2001);
- «Философия» (учебное пособие) (Баку, 2003);
- «Азербайджан: вызовы глобализации» (Баку, 2004, на русс., азерб. языках);
- «Azerbaycan: küreselleşmenin talepleri» (Стамбул, 2005, на турецком языке)[10];
- «Парламентские выборы 2005: предварительный анализ» (Баку, 2006, на азерб. и русском языках)[11];
- «Идеи, открывающие дорогу к гражданскому обществу» (Баку, 2006, на азербайджанском языке);
- «По пути национальной идеи, государственности и независимости» (Баку, 2006, на азербайджанском языке, в 2 томах);
- «На пути к демократии: размышляя о наследии» (Баку, 2007, на русс., азерб. и турецком языках)[12];
- «Определяя стратегию развития: курс на модернизацию» (Баку, 2008, на азерб, русс. и англ. языках)[13];
- «Азербайджан 2003—2008: размышляя об эпохе» (Баку 2009, на азерб, русс., англ.языках)[14].

## Государственные награды
- Орден «Гейдар Алиев» (23 октября 2019 года) — за плодотворные и многолетние особые заслуги в области государственного управления и развития науки в Азербайджанской Республике[15].
- Орден «Независимость» (17 апреля 2008 года) — за плодотворную деятельность на государственной службе и особые заслуги в деле государственного строительства в Азербайджанской Республике[16].
- Орден «Честь» (17 апреля 2013 года) — за особые заслуги в области государственного строительства и плодотворную деятельность на государственной службе в Азербайджанской Республике[17].
- Орден «Слава» (16 апреля 2018 года) — за плодотворную деятельность в укреплении государственности и большие заслуги в развитии науки в Азербайджанской Республике[18].
- Орден Почёта (2018 год, Россия)[19].
- Орден Дружбы (14 мая 2008 года, Россия) — за большой вклад в укрепление дружественных отношений между народами Российской Федерации и Азербайджанской Республики[20].
- Два ордена Трудового Красного Знамени.
- Памятная медаль Совета Безопасности Польши (2011 год, Польша)[21].

## Семейная жизнь
Женат, имеет двоих детей: дочь и сына.